# Gorinčiče
Gorinčiče (nemško Gorintschach) je naselje v Občini Šentjakob v Rožu v Okraju Beljak-dežela na Koroškem v Avstriji.